# Tipula wrangeliana
Tipula wrangeliana är en tvåvingeart som beskrevs av Stackelberg 1944. Tipula wrangeliana ingår i släktet Tipula och familjen storharkrankar. Inga underarter finns listade i Catalogue of Life.